# Lumi
De Lumi is een rivier in het noordoosten van Tanzania en zuiden van Kenia. Zij ontspringt op de Mawenzi, de westelijke vulkaan van de Kilimanjaro, en stroomt langs de rivier de Rombo en het Chalameer om vervolgens in het Jipemeer uit te monden. Voorbij dit meer stroomt het water verder als de Ruvu, een van de twee voornaamste bronnen van de rivier de Pangani.